# Reiner Brümmer
Reiner Brümmer (* 31. Januar 1937) ist ein ehemaliger deutscher Ruderer. 1961 gewann er als Steuermann zusammen mit Kraft Schepke, Frank Schepke, Karl-Heinz Hopp und Klaus Bittner im Vierer mit Steuermann den Europameistertitel in Prag. Das Boot von ATV Ditmarsia Kiel siegte zuvor auch bei der Deutschen Meisterschaft. Heute wohnt der pensionierte Orthopäde in Schweden.